# Carlow (Alemania)
Carlow es un municipio situado en el distrito de Mecklemburgo Noroccidental, en el estado federado de Mecklemburgo-Pomerania Occidental (Alemania), a una altitud de 43 metros. Su población a finales de 2016 era de 1231 habs. y su densidad poblacional, 39 hab/km².
Se encuentra a poca distancia al este de la frontera con el estado de Schleswig-Holstein.